# NGC 3370
NGC 3370，或稱為 UGC 5887、Silverado Galaxy，是位於獅子座的螺旋星系，距離地球約9千8百萬光年。它的直徑和質量與銀河系相當（10萬光年，1011倍太陽質量）。NGC 3370模糊不清的星系核周圍有結構相當複雜的螺旋臂。

## 觀測歷史
NGC 3370可能是由威廉·赫歇爾發現，並給予編號 II 81。他的兒子約翰·赫歇爾稍後給該星系編號750。威廉將NGC 3348編號為I 80，早於將NGC 3455編號為II 82，但晚於NGC 3370。
NGC 3370的表面總亮度為視星等13等，方位角140°。
1994年11月14日, S. Van Dyk 和勒施奈天文台超新星搜尋團隊在NGC 3370內，座標10h 44m 21.52s +17° 32′ 20.7′′處發現超新星，編號為SN 1994ae。SN 1994ae 是Ia超新星，是近代先進數位偵測器發明後觀測的距離最近，且觀測結果最佳的Ia超新星之一。該超新星的最大光度大約是在同年11月30到12月1日間，最大亮度達到13等。

## 外部連結
- HST: Celestial Composition（页面存档备份，存于）
- Ho et al., BVRI Photometry of Supernovae（页面存档备份，存于）
- NGC 3370 at ESA/Hubble（页面存档备份，存于）
- Astronomy Picture of the Day, 12 Oct 2008（页面存档备份，存于）